# Acraea corona
Acraea corona är en fjärilsart som beskrevs av Otto Staudinger 1885. Acraea corona ingår i släktet Acraea och familjen praktfjärilar. Inga underarter finns listade i Catalogue of Life.